# Tirreno-Adriatico 1966
La Tirreno-Adriatico 1966, prima storica edizione della corsa, si svolse dall'11 al 13 marzo 1966 su un percorso di 603,5 km suddiviso in 3 tappe. La vittoria fu appannaggio dell'italiano Dino Zandegù, che completò il percorso in 15h43'42" precedendo il connazionale Vito Taccone e lo svizzero Rolf Maurer.
I corridori che partirono da Roma furono 71; coloro che tagliarono il traguardo di Pescara furono 59.

## Tappe
| Tappa  | Data     | Percorso                           | km    | Vincitore di tappa | Leader cl. generale |
| ------ | -------- | ---------------------------------- | ----- | ------------------ | ------------------- |
| 1ª     | 11 marzo | Roma > Foligno                     | 199   | Rolf Maurer        | Rolf Maurer         |
| 2ª     | 12 marzo | Foligno > San Benedetto del Tronto | 195   | Dino Zandegù       | Dino Zandegù        |
| 3ª     | 13 marzo | San Benedetto del Tronto > Pescara | 209,5 | Raffaele Marcoli   | Dino Zandegù        |
| Totale | Totale   | Totale                             | 603,5 |                    |                     |

## Dettagli delle tappe

### 1ª tappa
- 11 marzo: Roma > Foligno – 199 km

Risultati
| Pos. | Corridore          | Squadra         | Tempo    |
| ---- | ------------------ | --------------- | -------- |
| 1    | Rolf Maurer        | Filotex         | 4h57'08" |
| 2    | Dino Zandegù       | Bianchi         | s.t.     |
| 3    | Flaviano Vicentini | Legnano-Pirelli | s.t.     |

| Pos. | Corridore   | Squadra | Tempo    |
| ---- | ----------- | ------- | -------- |
| 1    | Rolf Maurer | Filotex | 4h57'08" |

### 2ª tappa
- 12 marzo: Foligno > San Benedetto del Tronto – 195 km

Risultati
| Pos. | Corridore          | Squadra    | Tempo    |
| ---- | ------------------ | ---------- | -------- |
| 1    | Dino Zandegù       | Bianchi    | 4h39'12" |
| 2    | Vito Taccone       | Vittadello | s.t.     |
| 3    | Giancarlo Ferretti | Sanson     | s.t.     |

| Pos. | Corridore    | Squadra | Tempo |
| ---- | ------------ | ------- | ----- |
| 1    | Dino Zandegù | Bianchi |       |

### 3ª tappa
- 13 marzo: San Benedetto del Tronto > Pescara – 209,5 km

Risultati
| Pos. | Corridore        | Squadra   | Tempo    |
| ---- | ---------------- | --------- | -------- |
| 1    | Raffaele Marcoli | Sanson    | 5h36'33" |
| 2    | Bruno Fantinato  | Salvarani | s.t.     |
| 3    | Mario Anni       | Molteni   | s.t.     |

| Pos. | Corridore    | Squadra    | Tempo     |
| ---- | ------------ | ---------- | --------- |
| 1    | Dino Zandegù | Bianchi    | 15h43'42" |
| 2    | Vito Taccone | Vittadello | s.t.      |
| 3    | Rolf Maurer  | Filotex    | a 1'32"   |

## Classifiche finali

### Classifica generale - Maglia azzurra
| Pos. | Corridore          | Squadra         | Tempo     |
| ---- | ------------------ | --------------- | --------- |
| 1    | Dino Zandegù       | Bianchi         | 15h43'42" |
| 2    | Vito Taccone       | Vittadello      | s.t.      |
| 3    | Rolf Maurer        | Filotex         | a 1'32"   |
| 4    | Adriano Passuello  | Legnano-Pirelli | s.t.      |
| 5    | Flaviano Vicentini | Legnano-Pirelli | s.t.      |
| 6    | Franco Cribiori    | Vittadello      | s.t.      |
| 7    | Guido De Rosso     | Molteni         | s.t.      |
| 8    | Franco Balmamion   | Sanson          | s.t.      |
| 9    | Claudio Michelotto | Sanson          | s.t.      |
| 10   | Franco Bitossi     | Filotex         | s.t.      |